# Platysenta furtiva
Platysenta furtiva là một loài bướm đêm trong họ Noctuidae.